# Tomáš Rigo
Tomáš Rigo (ur. 3 lipca 2002 w Popradzie) – słowacki piłkarz grający na pozycji pomocnika w czeskim klubie Baník Ostrawa oraz reprezentacji Słowacji. Uczestnik Mistrzostw Europy 2024.